# Ephippiochthonius galcerani
Espèce
Ephippiochthonius galcerani est une espèce de pseudoscorpions de la famille des Chthoniidae.

## Distribution
Cette espèce est endémique du Pays valencien en Espagne. Elle se rencontre dans la grotte Cova Santa à Sierra Engarcerán.

## Description
Le mâle holotype mesure 1,40 mm.

## Étymologie
Son nom d'espèce lui a été donné en référence au lieu de sa découverte, Serra d’en Galceran.

## Publication originale
- Zaragoza, 2017 : Revision of the Ephippiochthonius complex in the Iberian Peninsula, Balearic Islands and Macaronesia, with proposed changes to the status of the Chthonius subgenera (Pseudoscorpiones, Chthoniidae). Zootaxa, no 4246(1), p. 1–221.